# Edouard Bineau
Edouard Bineau (* 17. Juli 1969) ist ein französischer Jazzpianist.

## Leben und Wirken
Bineau begann mit 14 Jahren autodidaktisch Gitarre und Mundharmonika in Blues-Gruppen zu spielen. Mit 19 nahm er Klavierunterricht, fing an sich mit Jazz zu beschäftigen und begann, in verschiedenen Pariser Jazzclubs aufzutreten. 2002 entstand ein erstes Trioalbum (Exodus), 2005 gefolgt von Ideal Circus. 2007 spielte er mit dem Klarinettisten Sébastien Texier das Album L'obsessioniste ein, eine Hommage an den Facteur Cheval und seinen Palais Idéal. 2010 nahm er das Quartettalbum Wared mit eigenen Kompositionen auf; in seinem Wared Quartet spielt er mit dem deutschen Sopransaxophonisten Daniel Erdmann sowie dem Bassisten Gildas Boclé und dem Schlagzeuger Arnaud Lechantre. Bineau lebt in Palaiseau (Département Essonne).